# 가자 지구 리그
가자 지구 리그는 팔레스타인의 최상위 리그 중 하나로, 가자 지구에서 시행된다.

## 참가 클럽 (2013-2014)
- 알 알리 가자
- 알 힐랄 가자
- 알 이티하드 칸 유네스
- 알 이티하드 칸 유네스
- 가자 스포츠 클럽
- 자미앗 말 살라
- 카다맛 말 노시랏
- 카다맛 말 샤티아
- 카다맛 라파
- 샤밥 자발리아
- 샤밥 칸 유네스
- 샤밥 라파